# میدلوواری
میدلوواری (به چکی: Mydlovary) یک منطقهٔ مسکونی در جمهوری چک است که در شهرستان چسکه بودیوویتسه واقع شده‌است. میدلوواری ۴٫۱۳ کیلومتر مربع مساحت و ۳۰۰ نفر جمعیت دارد و ۴۰۵ متر بالاتر از سطح دریا واقع شده‌است.